# Hermann Alexander Schlögl
Hermann Alexander Schlögl, né le 22 juillet 1932 à Landshut et mort le 14 janvier 2023 à Bâle, est un acteur et égyptologue allemand.

## Biographie
Hermann Schlögl est le fils cadet d'Alois Schlögl. L'un de ses frères est l'historien Waldemar Schlögl. Après avoir passé son baccalauréat au Maximiliansgymnasium de Munich, il étudie la littérature et le théâtre à l'université Ludwig-Maximilian de Munich, tout en suivant des cours de théâtre et en passant son examen de fin d'études pour la scène.

### Théâtre
Il travaille ensuite comme acteur, notamment à la Städtische Bühne Ulm sous la direction de Kurt Hübner (entre autres le marquis Posa dans Don Carlos, mise en scène de Kurt Hübner et Bassanio dans Der Kaufmann von Venedig, mise en scène de Peter Zadek), au Theater der Hansestadt Lübeck et à la Städtische Bühnen Wuppertal sous la direction d'Arno Wüstenhöfer (entre autres Templier dans Nathan der Weise, mise en scène : Ulrich Brecht, Willem dans Die Wupper d'Else Lasker-Schüler, mise en scène : Hans Bauer, Wachtmeister Werner dans Minna von Barnhelm, mise en scène : Günter Ballhausen, rôle titre dans Lenz/Brecht : Hofmeister, mise en scène : Carl Maria Weber, Casimir dans Kasimir und Caroline, mise en scène : Ernst Seiltgen, Jepichodow dans Kirschgarten, mise en scène : Bruno Hübner).
Dernière activité scénique au Schauspielhaus de Zurich (entre autres Boris dans Ein Fest für Boris de Thomas Bernhard, première suisse, mise en scène : Karl Fruchtmann). Divers rôles à la télévision, notamment le curé Baustätter dans Andreas Voest (mise en scène : Eberhard Itzenplitz).

### Égyptologie
À Zurich, Schlögl entame des études d'égyptologie, d'archéologie et d'histoire ancienne et obtient sa licence en 1976 à l'université de Bâle avec la thèse Der Gott auf der Blüte (Genève 1977). Il dirige l'exposition d'art Don du Nil de la Société de banque suisse, qui a été présentée pendant deux ans dans différents musées de Suisse. En 1979, il soutient sa thèse de doctorat sous la direction d'Erik Hornung sur le thème Le dieu Tatenen selon les textes et les images du Nouvel Empire (Fribourg/Göttingen 1980). Au semestre d'hiver 1980, il est nommé à l'université de Fribourg (Suisse) pour succéder à Werner Vycichl, où il enseigne jusqu'à la fin du semestre d'été 2000.
Schlögl collabore au Lexikon der Ägyptologie et écrit de nombreux articles pour des catalogues d'exposition et des revues.

## Publications
- Echnaton – Tutanchamun. Fakten und Texte, Harrassowitz, Wiesbaden 1983,  (ISBN 3-447-02337-6).
- Amenophis IV. Echnaton. Mit Selbstzeugnissen und Bilddokumenten, (= Rowohlts Monographien, volume 350 Rororo Bildmonographien), Rowohlt Taschenbuch-Verlag, Reinbek bei Hamburg, 1986,  (ISBN 3-499-50350-6).
- avec Andreas Brodbeck, Altägyptische Totenfiguren aus öffentlichen und privaten Sammlungen der Schweiz, (= Orbis Biblicus et Orientalis. Series Archaeologica, volume 7), Universitäts-Verlag, Freiburg (Schweiz), 1990,  (ISBN 3-525-53657-7).
- avec Christa Meves-Schlögl, Uschebti. Arbeiter im Ägyptischen Totenreich, Harrassowitz, Wiesbaden, 1993,  (ISBN 3-447-03357-6).
- Ramses II. Mit Selbstzeugnissen und Bilddokumenten, (= Rowohlts Monographien, volume 425 Rororo Bildmonographien), Rowohlt Taschenbuch-Verlag, Reinbek bei Hamburg, 1993,  (ISBN 3-499-50425-1).
- en tant qu'éditeur, Gärten der Liebe. Lyrik aus der Zeit der Pharaonen, Artemis und Winkler, Düsseldorf, 2000,  (ISBN 3-538-07106-3).
- Corpus der ägyptischen Totenfiguren der öffentlichen Sammlungen Krakaus, Uniwersytet Jagielloński, Krakau, 2000,  (ISBN 83-7188-275-0).
- en tant qu'éditeur avec Hannah Katzensteinn Der Teufel hole die Kunst. Briefe von Lesser Ury an einen Freund, Gebr. Mann, Berlin, 2000,  (ISBN 3-7861-2363-2).
- Das alte Ägypten, (= Beck'sche Reihe 2305 C. H. Beck Wissen), Beck, München, 2003,  (ISBN 3-406-48005-5).
- avec Alfred Grimm, Das thebanische Grab Nr. 136 und der Beginn der Amarna-Zeit, Harrassowitz, Wiesbaden, 2005,  (ISBN 3-447-05132-9).
- Egipskie figurki grobowe, = Die ägyptischen Totenfiguren (= Katalog zbiorów Muzeum Narodowego w Poznaniu, volume 10), Muzeum Narodowe, Posen, 2006,  (ISBN 83-89053-37-3).
- Die Weisheit Ägyptens, (= dtv. 34455 = Kleine Bibliothek der Weltweisheit, volume 17), Ausgewählt, übersetzt und mit einem Nachwort versehen, Deutscher Taschenbuch-Verlag, München, 2007,  (ISBN 978-3-423-34455-5).
- Echnaton, (= Beck'sche Reihe, volume 2441, C. H. Beck Wissen), Beck, München, 2008,  (ISBN 978-3-406-56241-9).
- Nofretete. Die Wahrheit über die schöne Königin, Beck, München, 2012,  (ISBN 978-3-406-63725-4).